# Hercostomus flavitarsis
Hercostomus flavitarsis is een vliegensoort uit de familie van de slankpootvliegen (Dolichopodidae). De wetenschappelijke naam van de soort is voor het eerst geldig gepubliceerd in 1925 door Van Duzee.